# ビルハルツ住血吸虫
ビルハルツ住血吸虫（ビルハルツじゅうけつきゅうちゅう、学名：Schistosoma haematobium）とは、住血吸虫科住血吸虫属に属する吸虫の1種。1851年にドイツの医師テオドール・ビルハルツにより、発見された。
体形は線虫様に細長く、雌雄異体であり、終宿主には雄が抱雌管で雌を抱えた状態で寄生する。中間宿主はヒラマキガイ科 Bulinus 属の淡水巻貝、終宿主はヒトやサルで膀胱静脈叢に寄生する。
主に中近東、インド、ポルトガル、アフリカで発生する。